# آتش‌فشان کاگوا
آتش‌فشان کاگوا (به لاتین: Cagua Volcano) یک آتشفشان در فیلیپین است که در دره کاگایان واقع شده‌است. آتش‌فشان کاگوا ۱٬۱۳۳ متر بالاتر از سطح دریا واقع شده‌است.